# Gallerie d'Italia
Gallerie d'Italia è il polo museale di proprietà di Intesa Sanpaolo, allestito per rendere fruibile il proprio patrimonio artistico e architettonico, al pari delle collezioni provenienti dalla Fondazione Cariplo di Milano, altro partner del progetto. Hanno sede a Napoli, Milano, Torino e Vicenza. Il direttore delle Gallerie d’Italia è Michele Coppola, Executive Director Arte, Cultura e Beni Storici di Intesa Sanpaolo.

## Sedi

### Milano
La sede milanese è denominata Gallerie d'Italia - Milano e si trova in Piazza Scala, all'interno del complesso architettonico formato da Palazzo Anguissola Antona Traversi, Palazzo Brentani e Palazzo Beltrami. Lo spazio espositivo è stato inaugurato ufficialmente il 3 novembre 2011. Espone opere d’arte dalle collezioni di Intesa Sanpaolo e Fondazione Cariplo, ma accoglie regolarmente anche mostre temporanee.

### Napoli

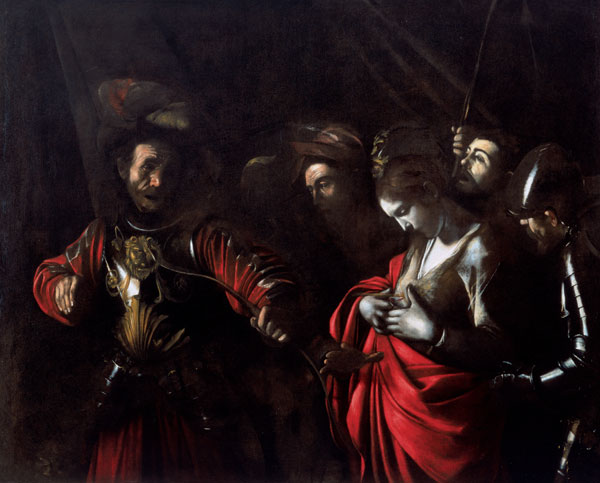
Caravaggio, “Martirio di Sant’Orsola”, capolavoro abitualmente esposto alle Gallerie d'Italia - Napoli

La sede di Napoli è denominata Gallerie d'Italia - Napoli ed è ospitata dal 21 maggio 2022 all'interno del Palazzo del Banco di Napoli. Un nuovo museo, nella vivace e centrale via Toledo, ha rinnovato e ampliato gli spazi espositivi, precedentemente ubicati nello storico Palazzo Zevallos. Il progetto relativo all'allestimento della nuova sede è stato curato dall'architetto Michele De Lucchi. 
Le Gallerie d’Italia di Napoli presentano tre percorsi espositivi, con opere appartenenti alla collezione d’arte di Intesa Sanpaolo: l’arte napoletana dal XVII secolo al XX secolo, col capolavoro assoluto delle Gallerie d’Italia, il Martirio di sant’Orsola di Caravaggio, la raccolta di ceramiche attiche e magnogreche, allestita nella sua interezza, e un’importante selezione di opere del Novecento. 

### Torino
La sede di Torino è denominata Gallerie d'Italia - Torino e si trova in Piazza San Carlo. Il museo è stato aperto al pubblico il 17 maggio 2022. È la sede museale dedicata principalmente alla fotografia e al mondo digitale, ma accoglie anche l’archivio fotografico Publifoto di Intesa Sanpaolo ed aree dedicate alla fotografia italiana. Le mostre temporanee sono dedicate alle principali tematiche contemporanee: cambiamento climatico, fragilità sociali, innovazione tecnologica.  

### Vicenza
La sede di Vicenza è denominata Gallerie d'Italia - Vicenza e si trova in Contrà Santa Corona, all'interno dello storico Palazzo Leoni Montanari. Lo spazio espositivo è stato inaugurato ufficialmente nel 1999 ed ospita collezioni del Settecento Veneto.